# Kowadło (strongman)

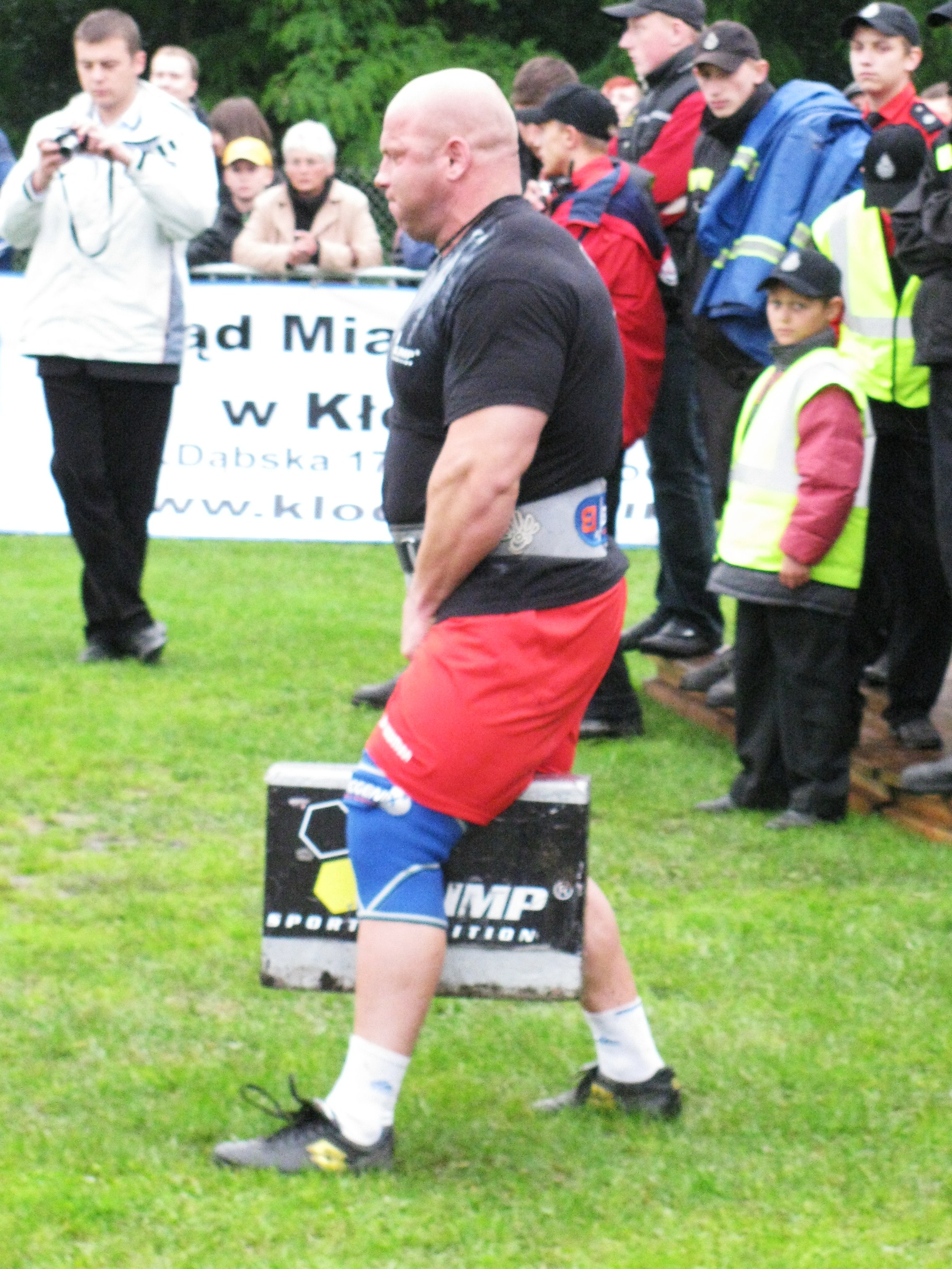
Marsz z kowadłem

Kowadło (ang. Duck Walk) – konkurencja zawodów siłaczy.

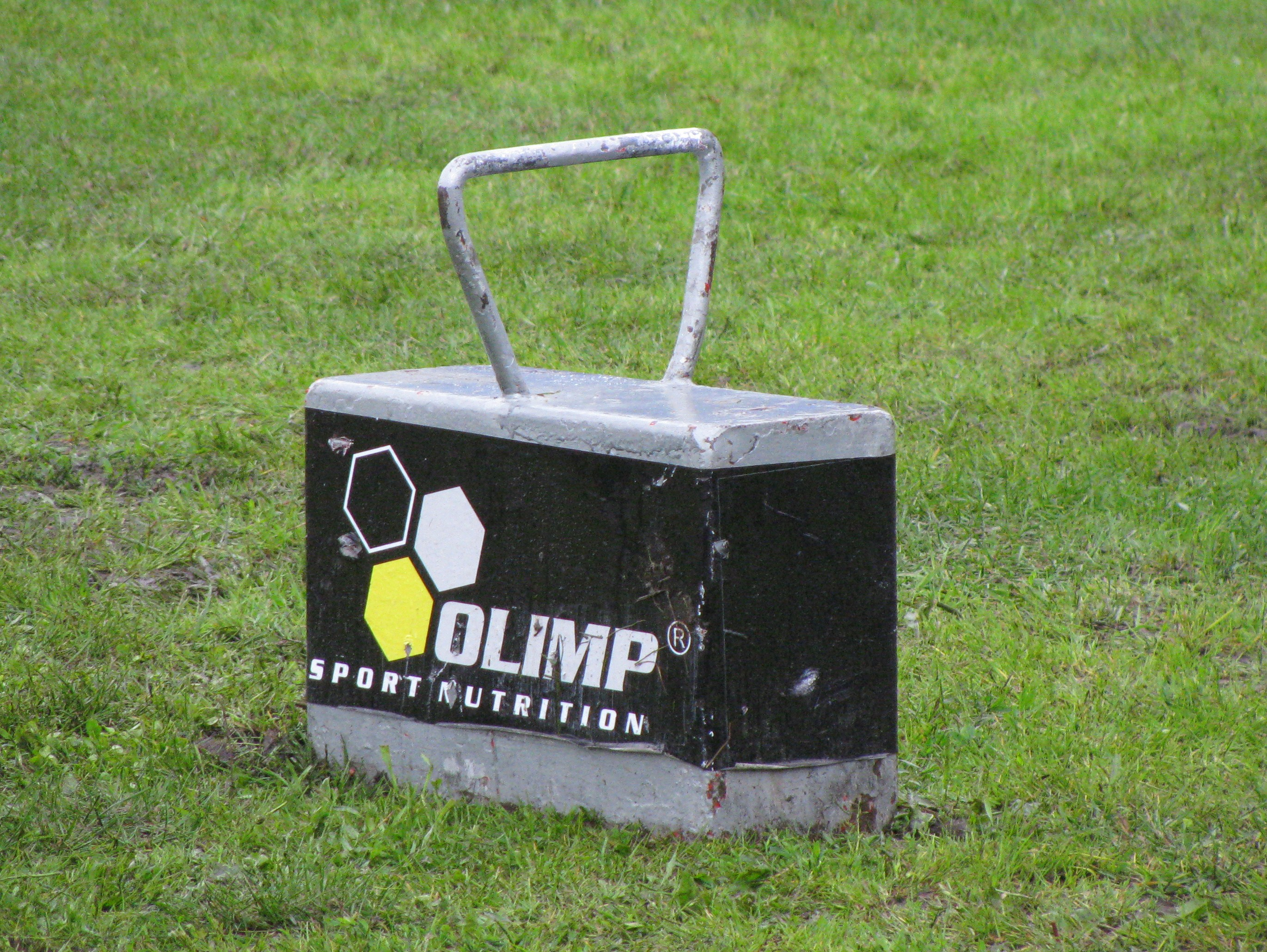
Kowadło

Zadaniem zawodnika jest przeniesienie w obu dłoniach ciężaru, na określonym dystansie, w jak najkrótszym czasie. Zawodnik pokonuje dystans utrzymując ciężar w opuszczonych rękach, pomiędzy nogami. Zawodnik może wielokrotnie opuszczać ciężar na podłoże.
Ciężar, zwany kowadłem, ma formę stalowego prostopadłościanu z uchwytem na dłonie w formie pałąka na szczycie. Waga kowadła najczęściej wynosi od 170 kg do 210 kg.